# Grand Lake (Labrador)
Grand Lake är en sjö i Kanada.   Den ligger i provinsen Newfoundland och Labrador, i den östra delen av landet, 1 400 km nordost om huvudstaden Ottawa. Grand Lake ligger 10 meter över havet. Arean är 192 kvadratkilometer. Den sträcker sig 32,3 kilometer i nord-sydlig riktning, och 52,5 kilometer i öst-västlig riktning.
Trakten runt Grand Lake är nära nog obefolkad, med mindre än två invånare per kvadratkilometer.